# El regreso
El regreso est une telenovela chilienne diffusé en 2013 sur TVN.

## Acteurs et personnages
- Alejandra Fosalba : Fátima Massar
- Iván Álvarez de Araya : Diego Alcántara
- María José Illanes : Victoria Mondragón
- Felipe Contreras : Javier Rivas
- Mónica Carrasco : Rosa "Rosita" Moreno
- Teresita Reyes : Nina "Turca" Abdalha
- César Caillet : Néstor Bulnes
- Tamara Ferreira : Soon-Hee
- Macarena Teke : Filomena "Filito" Gutiérrez
- Gabriel Cañas : Miguelo Abdalha
- Luis Kanashiro : Kim Myung
- Félix Villar : Wa Chong
- Luka Villalabeitía : Tomás Alcántara
- Sara Becker : Sofía Alcántara

## Diffusion internationale
- TVN
- TV Chile
- TV Chile
- TV Chile

### Sources
- (es) Cet article est partiellement ou en totalité issu de l’article de Wikipédia en espagnol intitulé « El regreso (telenovela chilena) » (voir la liste des auteurs).